# Dipartimento di Río Hondo
Río Hondo è un dipartimento argentino, situato nella parte centro-orientale della provincia di Santiago del Estero, con capoluogo Termas de Río Hondo.
Esso confina a nord con il dipartimento di Jiménez, a est con i dipartimenti di Banda e Capital, a sud con il dipartimento di Guasayán e a ovest con la provincia di Tucumán.
Secondo il censimento del 2001, su un territorio di 2.124 km², la popolazione ammontava a 50.781 abitanti.
Municipi e “comisiones municipales” del dipartimento sono:
- Chauchillas
- Colonia Tinco
- Los Núñez
- Pozuelos
- Termas de Río Hondo
- Villa Río Hondo
- Vinará